# 哥斯拉
哥吉拉（日语： Gojira */?，英語：、/ɡɒdˈzɪlə/; [ɡoꜜ(d)ʑiɾa] ⓘ），為日本東寶株式會社《哥斯拉系列》所登場的怪獸，是日本影史上最悠久，世界影史上公認最經典最有名的怪獸角色，更是日本流行文化中最知名的象徵之一。
哥吉拉的背景與成功多半被視為日本人對戰爭記憶，及對原子能愛恨交加的矛盾情緒的體會。在設定中，哥斯拉是一個巨大、具有破壞性的史前巨獸，在被輻射污染的海域中復活後，開始在日本本土展開破壞城市等巨大災害。背後則影射著廣島與長崎原子彈爆炸以及第五福龍丸等核子試驗造成的污染，因此該生物也曾被視為核武器的隱喻。
哥吉拉於1954年首次亮相，總共主演了38部電影，隨著電影系列的擴展，以及導入日本社會上的流行與話題性事物，包括包括日本對其大日本帝国歷史的忽視、自然災害和人類社會，哥吉拉在銀幕上的性格與形象也開始改變，並描繪成反英雄或捍衛人類的守護者。並與拉頓、摩斯拉譽為「東寶三大怪獸」。更成為當代日本影視文化電影、動畫、漫畫的怪獸原型，對於日本動漫作品有著非常深遠的影響，同時不僅在日本，哥斯拉在世界其他國家也極受歡迎。

## 詞源

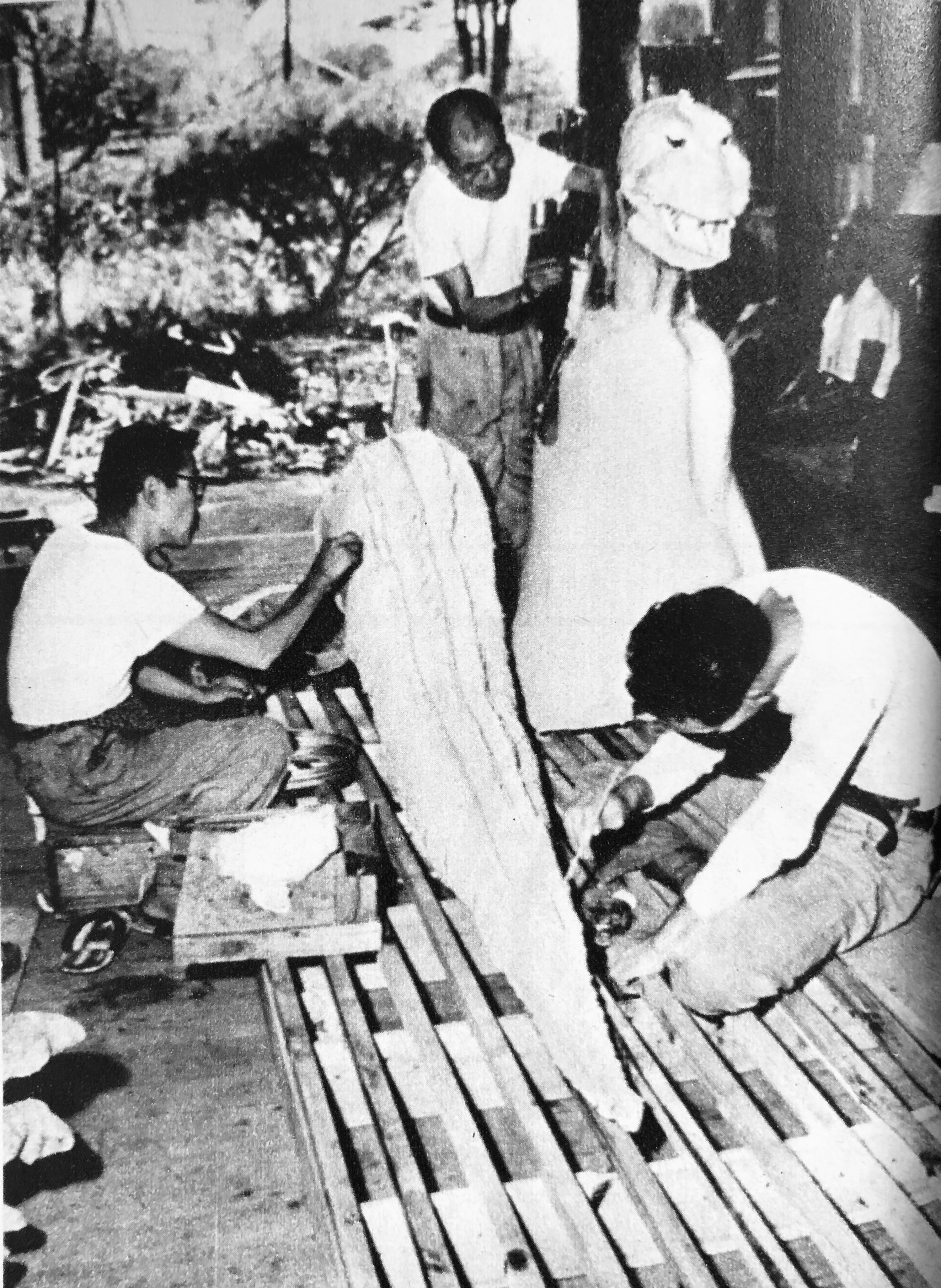
电影《哥吉拉》（1954年）的制作现场。1954年9月26日，《产经新闻周刊》进行采访时拍摄的照片。

「哥斯拉」（gojira）是一個日語混成詞，由日語gorira (ゴリラ?, 意為「大猩猩」，即「哥」)
和kujira (鯨?, 意為「鯨魚」，即「吉拉」或「斯拉」)
構成。在最初的規劃階段，哥斯拉曾被描述為“大猩猩和鯨魚的雜交種”。
在日本漢字中，哥斯拉被命名為「吳爾羅」（日语：／ gojira ?），在整個系列中，它經常被用作作品中「哥吉拉」名稱詞源的背景。綽號方面，最初的異名曾被稱為水爆大怪獣（すいばくだいかいじゅう），後來通常被稱為怪獸王（かいじゅうおう）。

### 海外譯名
東寶後來將怪獸的日文名稱翻譯為英語「Godzilla」用於海外發行 ，「Godzilla」一詞的首次記錄的使用，是在1955年11月20日刊登在夏威夷《論壇先驅報》上。在開發《哥斯拉的逆襲》（1955年）的美國版期間，製片人保羅·施賴布曼將哥斯拉的名稱改為「Gigantis」，希望創造一個與哥斯拉有所區別的角色。
臺灣方面，在1955年上映的電影譯名為《原子恐龍》，並自此後被稱為「恐龍」，自1970至1990年代期間，分別陸續有《海底鐵金剛》、《怪獸》、《克奇拉》、《大恐龍》等不同譯名，1987年出版的《恐龍圖鑑大全》中則首次採用「哥吉拉」譯名。此名稱後逐漸在其愛好者之間散播，並成為共識。

## 概要
哥吉拉是以二足行走的大型獸腳類恐龍為原型的虛構生物，並在問世後成為怪獸代名詞的代表。在設計上，哥吉拉的外觀受到1950年代時對恐龍的理解，呈現垂直於地面的姿勢。在各時期的電影中，哥吉拉的確切起源有所不同，但通常被描繪成一隻巨大、兇猛的史前海洋怪獸，被核輻射喚醒並賦予力量。儘管外貌細節多年來略有變化，但整體印象一直保持一致。
該角色在系列中被視為最重要的標誌性角色，儘管不一定是主角。許多作品都將其描繪為敵對角色。曾參與千禧系列等作品的編劇三村涉將哥吉拉解釋為類似於颱風或海嘯的自然力量，認為儘管人類對哥吉拉有著深厚的情感，但當哥吉拉襲擊時，那種「無法理解」的吸引力，源自於它存在的本身便是一場永無止境的戰鬥。

### 形象設計

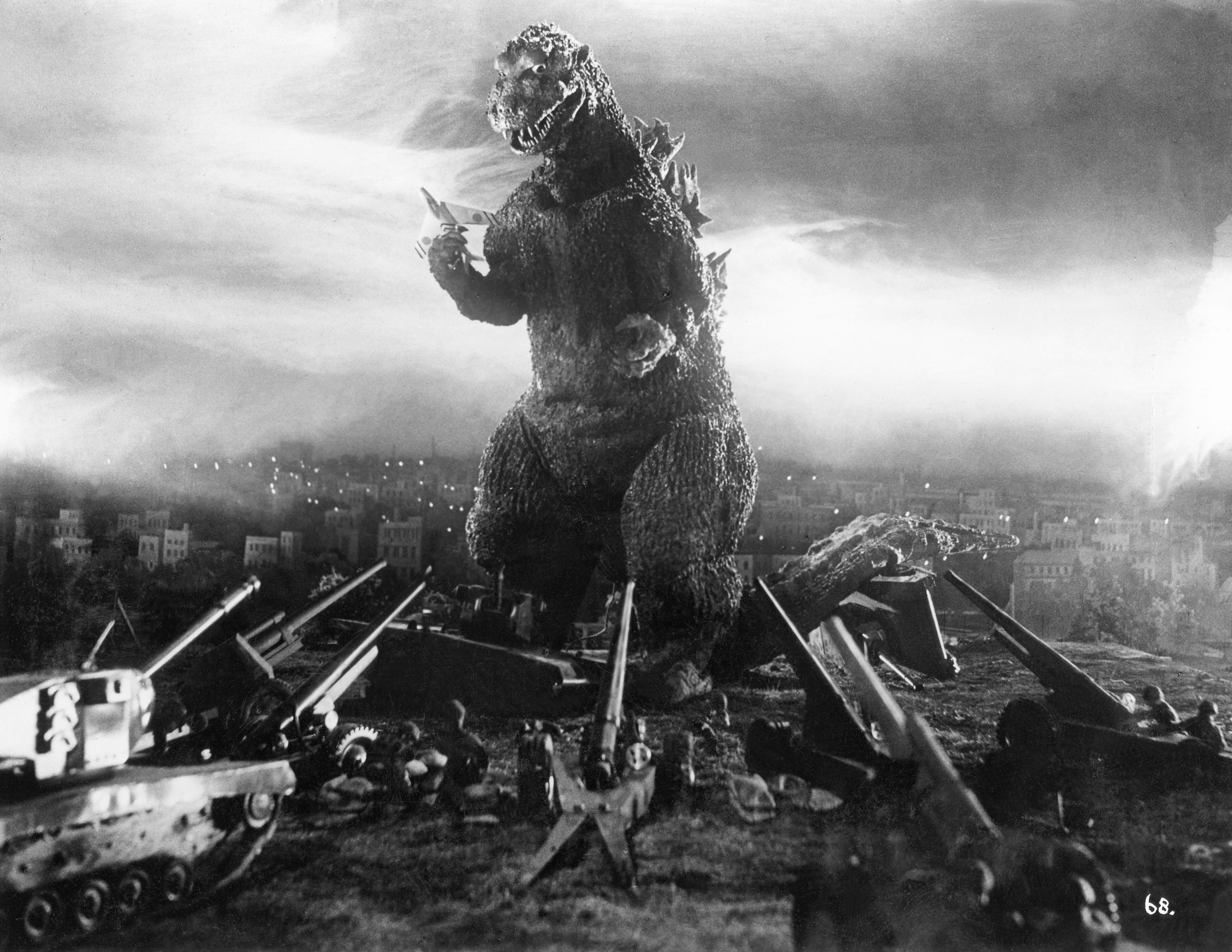
1954年的《哥吉拉》劇照。

1953年，在製片人田中友幸受到美國電影《原子怪獸》的啟發後，最初就構想製作一部以恐龍型怪獸肆虐日本的電影。在怪獸的呈現方面，特攝指導圓谷英二受到《金剛》的吸引，一度表現出使用同樣的定格動畫進行拍攝的意願，但由於預算和拍攝期間的問題，最終決定採用造型服拍攝。
受到動畫師雷·哈利豪森為《原子怪獸》創造的虛構恐龍羅德龍的啟發，哥斯拉的角色設計被構想為一種「由水棲爬蟲類進化為陸地哺乳類的巨大生物」。劇本中的描述包括「大約像丸之內大樓那麼大」、「像非洲象一樣大的耳朵」、「全身覆蓋著像鋼鐵一樣的鱗片」、「身體蠕動著爬出來」、「從全身散發出光芒，將周圍燃燒起來」，在設計階段，頭部設計最初由插畫漫畫家阿部和助負責，但由於蘑菇雲的畫作形象過於強烈，僅作為參考。隨後則由美術主管渡邊明接手，參考美國雜誌《時代雜誌》的圖解，整合了禽龍、暴龍、劍龍等恐龍的形象成一種混合嵌合體，並繪製了設計圖。
在表皮質感的嘗試中，採用短吻鱷的靈感以瘢痕組織的形象呈現，最終採用了「有凹紋的粗糙狀」。背鰭在黏土原型階段就呈現出被水爆骨化的形象。此外，由於故事中有「對服部鐘錶店（今和光百貨）的鐘聲感到憤怒並摧毀」的情節，因此增加了不屬於爬蟲類的耳廓。為《哥吉拉2000》負責角色設計的西川伸司曾表示：「看起來像岩石的皮膚，是哥吉拉設計中最偉大的發明，這使得無論是生物還是無生命的物體都變得模棱兩可。形成一種獨特的存在」。長尾巴和背部則有三排鋸齒狀板。在最初的電影中，這些板僅僅是為了純粹的美學目的而增加，以進一步使哥吉拉與任何其他生物或已滅絕的生物區分開來。由於設計變化和套裝的修改，哥吉拉的身體顏色根據各作品的外觀略有不同，在漫畫、卡通和電影海報中，哥斯拉有時被描繪成綠色，但在電影中使用的服裝通常是炭灰色，帶有骨白色的背板。
在電影中，哥斯拉和所有其他怪獸都使用等同於「它」的性別中立代詞，而在英文配音版本中，哥吉拉明確被描述為雄性。在哥斯拉的共同創作者田中友幸的著作中，他建議這個怪獸可能是雄性。在1998年電影《酷斯拉》中，酷斯拉被稱為雄性，並被描繪為单性生殖。在傳奇哥吉拉系列的電影中，哥吉拉也被稱為雄性。
哥斯拉的陣營和動機在不同的電影中，會根據故事的主軸而改變。儘管哥吉拉並不喜歡人類，但它仍會與人類一同對抗共同的威脅。然而，它並不會特別努力保護人類的生命，並且會在一時興起時背叛其人類盟友。其攻擊的動機不是基於捕食的本能；它並不會吃人，而是以核輻射和雜食為生。當被問及哥吉拉是「好還是壞」時，製片人富山省吾將其比喻為神道教中的「毀滅之神」，缺乏道德代理，無法受制於人類的善惡標準：「他將徹底毀滅一切，隨之而來的是一次重生。嶄新而清新的事物得以復甦」。

### 能力

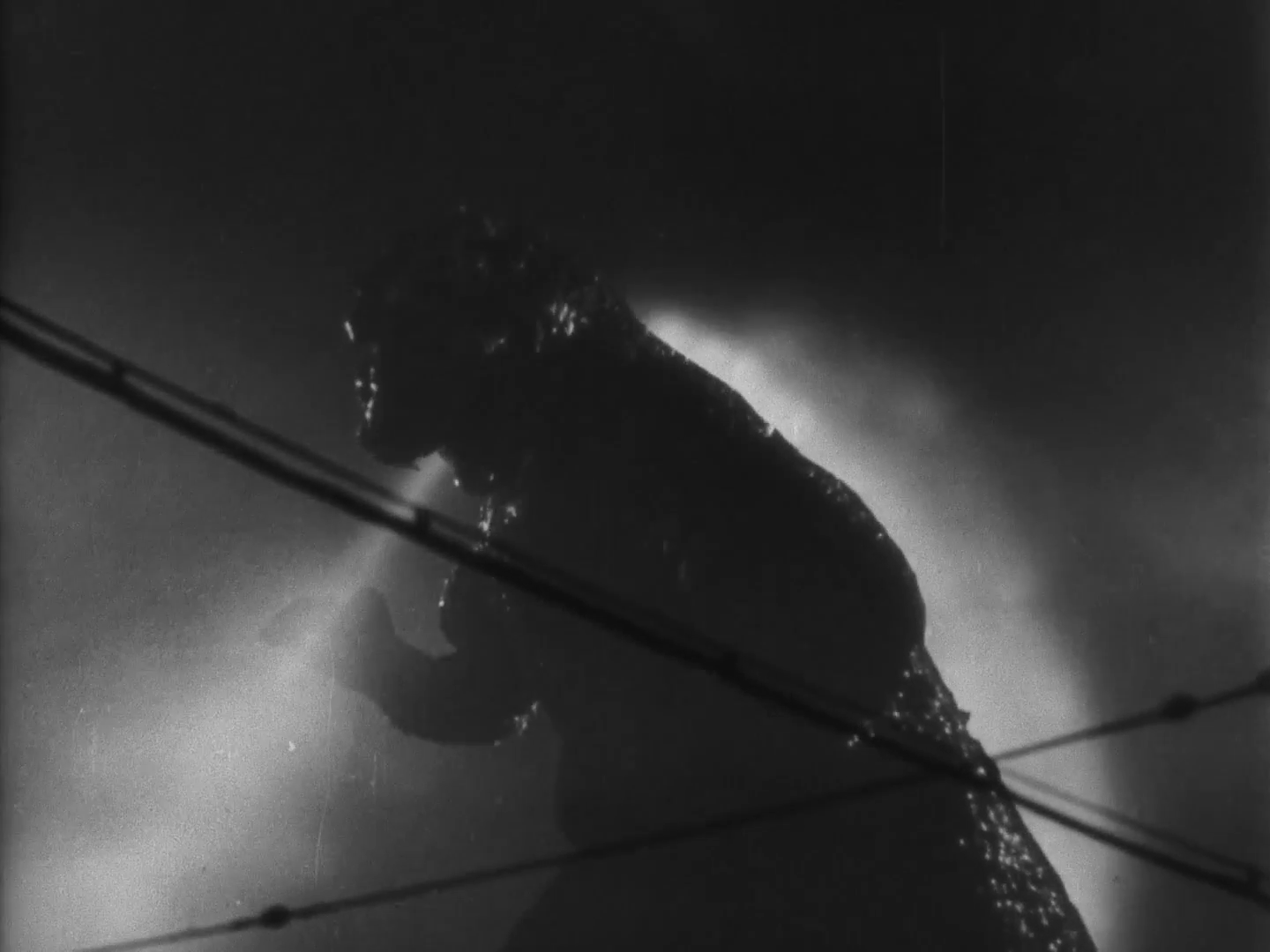
哥吉拉釋放出「放射熱線」。

哥吉拉的代表性武器，是自口中噴發的「放射熱線」（也被稱為「熱線」），但在1954年的首部電影中，僅稱之為「白熱光」。這是它在體內產生的核能，利用電磁力將其濃縮成類似激光的高速彈道，然後從嘴巴中釋放成藍色或紅色的放射性光束。東寶的特效部門使用了各種技術來呈現光束，從物理氣體動力火焰到手繪或計算機生成的火焰。背鰭通常在發射前會亮起，但根據作品的不同，在設定和描繪也會有所差異。
哥吉拉展現了巨大的物理力量。在第一部電影中飾演哥吉拉演員的中島春雄因為具有柔道黑带資格，利用他的專業知識編排了戰鬥場面。
哥吉拉是两栖动物：它在冬眠或遷徙時穿越地球的水圈，可以在水下呼吸。在第一部電影中，山根博士將哥斯拉描述為海陸兩棲爬行動物之間的過渡形式。在片中，哥吉拉表現出極強的生命力：由於其堅固的外皮和再生能力使得它對常規武器免疫，並且由於倖存核爆炸的結果，它無法被比它更弱的任何事物摧毀。並在其體內擁有一個產生電磁脈衝的器官，除了器官進行循環時的短暫時期外，基本上可使其免疫所有損傷。
在各種電影、非正典電視節目、漫畫和遊戲中描繪了哥吉拉具有額外的能力，如原子脈衝、磁力、預知、火球、將電磁能轉換為高溫身體、將流失的血液轉換為臨時的觸手肢、電擊咬、超常速度、從眼睛發射的激光光束，甚至飛行等一系列技能。

### 咆哮
哥斯拉擁有獨特的雙音節咆哮聲（在一些漫畫中被記錄為「Skreeeonk！」），這是由作曲家伊福部昭創造的，連同腳步聲由音效設計師三繩一郎編輯處理，他通過將塗有松脂油的樹脂手套沿著低音提琴的弦摩擦，然後減慢播放速度來產生這種聲音。在《哥斯拉的逆襲》（1955年）的美國版本中，哥吉拉的咆哮聲主要被安基拉斯的咆哮聲替代。
從1984年《哥吉拉》到《哥吉拉vs王者基多拉》中，哥吉拉的咆哮聲比之前的電影更加深沉和威脅，儘管該變化在《哥吉拉vs摩斯拉》（1992年）之後被還原。在2014年美國電影中，音效編輯伊桑·范·德林和埃里克·亞達爾拒絕透露用於哥吉拉咆哮聲的來源。亞達爾將咆哮聲的兩個音節描述為代表兩種不同情感反應，第一個表示憤怒，第二個傳達角色的靈魂。

### 尺寸

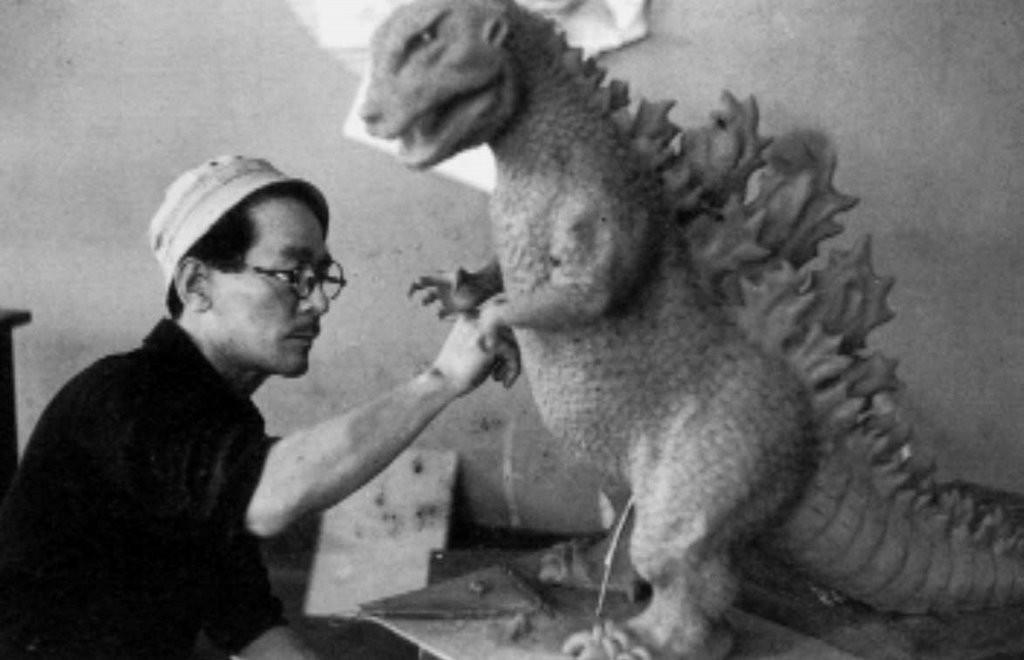
利光貞三為哥吉拉的設計雕刻原型。

哥斯拉的大小不同的電影和場景中會有所改變，這主要是出於藝術許可的需要。迷你場景和服裝通常以1⁄25至1⁄50的比例建造e，以每秒240幀的速度拍攝，以創造出巨大的大小錯覺。在原始的1954年電影中，哥吉拉的身高被設定為50公尺（164英尺），這是為了使哥斯拉能夠剛好越過當時東京最高的建築物。然而到了1956年的美國版本中，哥斯拉的身高被估計高達121.9公尺（400英尺），因為製片人約瑟夫·E·萊文覺得50公尺聽起來不夠「強大」。
隨著系列的發展，東寶重新調整角色的大小，最終使哥吉拉的高度達到100公尺（328英尺）。這樣的調整旨在不讓哥斯拉在城市天際線中顯得微不足道，特別是在面對新的、更大的建築物時，例如在電影《哥吉拉vs王者基多拉》（1991年）中哥吉拉摧毀高243米（797英尺）的東京都廳舍。在附帶的角色簡介中，還會描述哥斯拉的重量估計於20,000到60,000公噸（22,050到66,140短噸）之間。
在傳奇影業的《哥吉拉》中，哥斯拉的身高被確定為108.2公尺（355英尺），重量為90,000短噸（81,650公噸），使其成為當時最大的電影版本。導演加雷斯·爱德华希望哥斯拉「足夠大」，以至於在城市的任何地方都能看到，但「不要太大，以至於他無法被遮擋」。在《正宗哥吉拉》（2016年）中，哥吉拉的身高更超越了2014年的版本，達到了118.5公尺（389英尺）在《哥吉拉三部曲》中，哥吉拉的高度進一步增加至300公尺（984 英尺），《哥吉拉 II 怪獸之王》（2019年）和《哥吉拉大戰金剛》（2021年）中，傳奇哥吉拉的身高進一步增加，達到了119.8公尺（393英尺）。

## 特攝

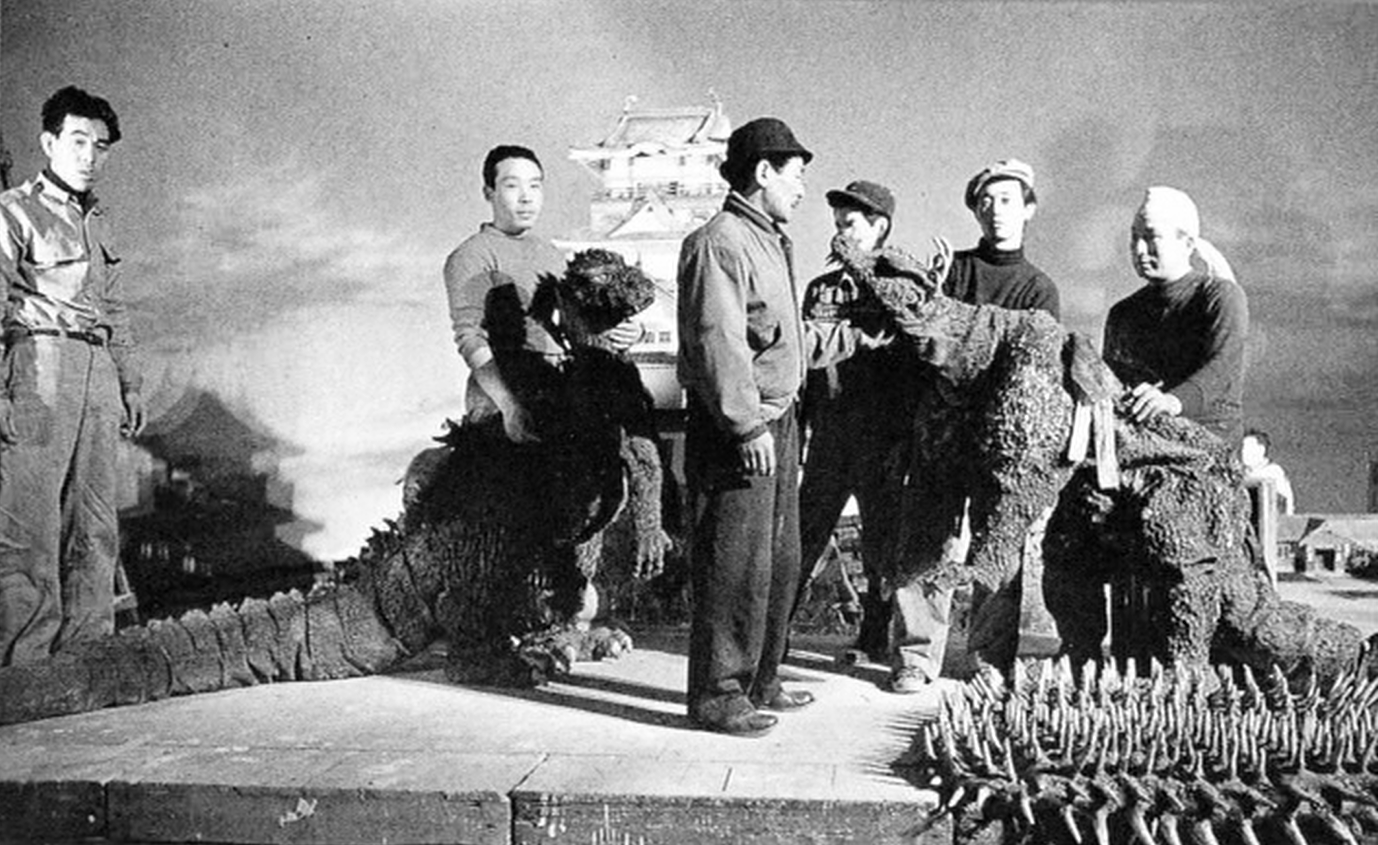
身穿哥吉拉服裝的中島春雄（左起第二位），背景中可見的是大阪城的可破壞比例模型，其比例縮放以適合兩個怪獸的預期高度。

哥吉拉的外觀在電影中通常由穿著生物套裝戲服的演員呈現，儘管在一些作品中，哥吉拉也以機械人偶、定格动画和電腦合成影像的形式出現。
第一套哥吉拉套裝的重量超過100公斤（220磅），包括一個由細線和竹子構成的體腔，使用雞絲網進行支撐，外覆布料和墊子，然後塗上乳膠。背部則採以小鉤子固定在一起，儘管後來的套裝則改為使用拉鍊。在1984年之前，大多數的哥吉拉戲裝都是從頭開始製作的，因此每部電影中都會有輕微的設計變化。在1962年到1975年間，最顯著的變化之一是減少哥吉拉的腳趾數量，並去掉了角色的外耳和突出的獠牙，這些特徵稍後在《哥吉拉》（1984年）以後的哥吉拉設計中重新納入。並自從《哥吉拉vs碧奧蘭蒂》（1989年）延續《哥吉拉vs戴斯特洛伊亞》（1995年），其中最一致的哥吉拉設計，是賦予戲裝形似貓般的臉和雙排牙齒。
然而，戲服的重量、通風不足和視野受限等問題，成為飾演哥吉拉的套裝演員在表演中所面臨的挑戰。中島春雄是歷史中第一位飾演哥吉拉的演員，在當初製作1954年的哥吉拉戲服所使用的材料（橡膠、塑料、棉和乳膠）時，由於這些材料在第二次世界大戰後變得罕見。導致戲服的重量達到100公斤，需要兩人協助中島穿上。當首次穿上時，中島汗流如雨，短短幾秒內他的襯衫就被汗水浸透。在1984年至1995年期間飾演哥吉拉的薩摩劍八郎表示，由於引入動畫裝置，新一代的哥吉拉戲服比前作更加沉重，且更容易讓演員感受到高溫。薩摩本人在扮演期間遇到多項健康問題，包括缺氧、溺水感、腦震盪、電擊，以及因戲服鋼絲加固穿破橡膠而導致腿部劃傷。通風問題在1994年的《哥吉拉vs太空哥吉拉》中得到部分解決，這是首次使用含有空氣管道的戲服，允許演員在表演中持久度更高。
在1984年《哥吉拉》中，為了拍攝近景的怪獸頭部，引入了一個高16英尺的機器哥吉拉（サイボットゴジラ）。機械哥吉拉由液壓驅動的機械內骨架組成，外覆尿素膠皮膚，包含3000個計算機操作的零件，使其能夠傾斜頭部、移動嘴唇和手臂。
在《酷斯拉》（1998年）中，特效藝術家派屈克·塔托普洛斯被指示重新設計哥吉拉，使其成為一個極其快速的動物。原計劃將使用人類的動作捕捉表演來生成哥吉拉的動作，但被認為太過像戴著戲服的人而作罷。因此塔托普洛斯重新構想了哥吉拉的形象，使其成為一個瘦削、數足型的似鬣蜥生物，背部和尾巴與地面平行，透過CG動畫呈現。在一些場景中，演員將穿上戲服進行演出，這些戲服與東寶電影中使用的相似，演員的頭位於怪獸的頸部區域，通過動畫裝置控制面部表情。但由於生物的水平姿勢，特技演員必須穿著金屬腿延伸器，使其能夠站在離地面兩米（六英尺）的地方雙腳向前彎曲。特效團隊還為特寫場景製作了1/6比例的動畫哥吉拉，其大小超過了《侏羅紀公園》中史丹·溫斯頓製作的暴龍。酷斯拉的戲服場景由庫特·卡利（Kurt Carley）飾演。
在2014年《哥吉拉》中，哥吉拉完全通過CG動畫呈現。該版本的哥吉拉設計旨忠於原始系列，特效團隊努力使怪獸呈現更動態感，避免讓它看起來像是穿著大橡膠戲服的人。為了創建CG版本的哥吉拉，特效工作室移動圖像特效公司研究了多種動物，包括熊、科莫多龍、蜥蜴、獅子和狼，以幫助視覺效果藝術家設計哥吉拉的身體結構，包括基礎骨骼、脂肪和肌肉結構，以及鱗片的厚度和質感。哥吉拉的動作透過動作捕捉表演呈現，TJ·史托姆通過在綠幕前戴著感應器，以對哥吉拉進行動作捕捉。他在《哥吉拉：怪獸之王》中再次飾演哥吉拉的角色。
《正宗哥吉拉》中登場的哥吉拉也均以CGI呈現，野村萬齋通過動作捕捉技術扮演哥吉拉。

## 歷代哥吉拉

### 昭和系列
- 哥吉拉(初代)（日语：ゴジラ_(初代)）
- 身長：50公尺
- 體重：2萬噸
- 登場電影：《哥吉拉 (1954)》

因核子試爆而出現的巨大怪獸，爬到陸地上大肆破壞。從嘴裡喷出「白熱光」燒盡一切。最後被水中氧氣破壞劑所殺死。
《新世紀哥斯拉系列》
在此系列中，初代哥斯拉的骸骨被回收，並被改造成三式機龍（機械哥吉拉），型號為MFS-3 (Multi-purpose Fighting System-3)。
- 哥吉拉（第二代）（日语：ゴジラ_(2代目)）
- 身長：50公尺
- 體重：2萬噸
- 登場電影：《哥吉拉的逆襲》、《金剛對哥吉拉》、《摩斯拉對哥吉拉》、《地球最大決戰》、《怪獸大戰爭》、《南海大決鬥》、《怪獸島決戰 哥吉拉之子》、《怪獸總進擊》、《全體怪獸大進擊》、《哥吉拉對黑多拉》、《地球攻擊命令》、《哥吉拉對梅加洛》、《哥吉拉對機械哥吉拉》、《機械哥吉拉的逆襲》

第二次登場的哥斯拉，最初仍然是邪惡的怪兽，但後來逐漸轉化成為正義怪獸。造型比較多變，但統稱為二代哥斯拉，設定上也都是同一只。最初仍然口吐白色的白熱光，後來正式設定成了銀藍色的「放射火焰」(再後來改為放射熱線)。曾先後和多只不同的怪獸交手，也和一些怪獸結成了盟友。

### 平成系列
- 哥斯拉（第三代）
- 身長：80公尺
- 體重：5萬噸
- 登場電影：《哥吉拉》《哥吉拉vs碧奧蘭蒂》（時代定位存有爭議，由於《哥吉拉（1984）》到《哥吉拉vs戴斯特洛伊亞》之間具連貫劇情）

於1954年首次侵襲多年後再次出现的哥斯拉（與昭和版世界觀有所差異），體型較昭和版巨大許多，模样也變得更为凶猛和强悍，口中的放射火焰為強調威力，改成直射的能量波狀，別名「放射熱線」，由於當時特效技術的限制，非高清畫面往往只呈現一道光束，也使得許多觀眾誤解哥吉拉是口射激光，實際上熱線的本質仍是火焰不是光。初次登场受到人们用超音波所吸引，掉入火山口。在其中沉睡五年后再次出现。
與碧奥蘭蒂交戰時，因體溫上升關係，人類所研發之反核能細菌得以發揮作用，導致哥吉拉活動力下降並停止行動。而碧奧蘭蒂亦傷重，化為塵埃飄向宇宙。
哥斯拉（第四代）
- 身長：100公尺
- 體重：6萬噸
- 登場電影：《哥吉拉vs王者基多拉》《哥吉拉vs摩斯拉》《哥吉拉vs機械哥吉拉》《哥吉拉vs太空哥吉拉》

由於未來人改變了歷史，使得歷史上原來的哥斯拉（第三代）消失，取而代之的是王者基多拉的誕生(未來人的陰謀)。帝洋集團總裁的新堂認為，要打倒王者基多拉近能借助哥吉拉的力量想法下。以刻意人為的方式將核子潛艇送往哥吉拉（第三代的原型）的身邊，再次導致哥吉拉誕生（此時反核能細菌效果自然也消失）。
因为所接触的核辐射更强，整體体型更大，力量更强。平時的放射熱線是銀藍色，溫度為攝氏50萬度，在1994作品《哥吉拉vs太空哥吉拉》中，逆吸收了太空哥吉拉的能量，再度噴出紅色，攝氏90萬度的「燃燒螺旋熱線」。
红莲哥斯拉（第五代）
- 身長：100公尺
- 體重：6萬噸
- 登場電影：《哥吉拉vs戴斯特洛伊亞》

哥斯拉（第四代）(哥斯拉的心臟)失去控制的型態，身體外皮呈現出大面積的赤色，并朝外不断喷出白色雾气，喷出的熱线全为红色。有著「無限熱線」之別稱的必殺技燃燒熱線甚至能夠在行動能力維持時間內無限提升威力，但行動力最差，因熱能滿載自身承受痛苦極高，劇中近乎無視任何攻擊傷害，承受戴斯特洛亞任何攻擊後均能於短期間內起身還擊。
在打败了戴斯特洛伊亞之后因体内温度过高，身体融化而死。
哥斯拉二世（第六代）
- 身長：50公尺~100公尺
- 體重：2萬噸~6萬噸
- 登場電影：《哥吉拉vs戴斯特洛伊亞》

哥斯拉之養子（僅為同族，沒有血緣關係）。被戴斯特洛伊亞打败。後来吸收紅蓮哥斯拉死的时候放出来的能量，急速成長成新一代哥斯拉，但官方資料並未交代其最後的身長與體重。

### 新世紀系列
哥斯拉（第七代） /千禧哥斯拉
- 身長：55公尺
- 體重：3萬噸
- 登場電影：《哥吉拉2000》

故事與平成系列毫無關係；世界觀是繼1954年之後，第二頭再次出现的哥斯拉，外貌与过去有明显不同。喷出的熱线为官方亦稱為「赤色熱線」，但畫面呈現熱線顏色為金橘色，並非平成時期的紅色。因特效技術的進步，一般畫面都能呈現出熱線為火焰、氣體所構成。熱線顏色還有粉紅色。
哥斯拉（第八代）/新世紀哥斯拉
- 身長：55公尺
- 體重：2萬5000噸
- 登場電影：《哥吉拉×美加基拉斯 G消滅作戰》

与前作里面的哥斯拉外形相似，但并非同一个体。两故事世界观亦不同。熱線顏色為白色、粉紅色。
哥斯拉（第九代）/破壞神哥斯拉/白目哥斯拉
- 身長：60公尺
- 體重：3萬噸
- 登場電影：《哥吉拉·摩斯拉·王者基多拉 大怪獸總攻擊》

由遠古時期遺留下來的恐龍，匯聚了太平洋戰爭中被遺忘的大量亡魂而誕生，登陸的原因就是為了向遺忘了他們的人們復仇。其作戰方式殘暴無仁，對一切趕盡殺絕，是少見的存粹邪惡的哥斯拉。上岸後肆意破壞，以壓倒性的優勢消滅了人類軍隊和三隻護國聖獸（巴拉剛，摩斯拉及基多拉），最後被迷你潛水艇由體內從王者基多拉打出來的傷口擊穿，自爆而死（雖然在彩蛋裡，它的心臟沒有被炸碎（哥斯拉有再生能力），這一版本的哥斯拉並沒有拍攝續集）。
熱線顏色為白色、藍色，威力相當小型原爆，同時有「能量逆吸收」的特殊能力，吸收敵人的光線攻擊，蓄積在自己的背鰭中，並發射威力更強的引力放射熱線，哥吉拉以此手段徹底消滅已經復活兩次，糾纏不清的王者基多拉。
哥斯拉（第十代） /戰龍哥斯拉
- 身長：55公尺
- 體重：2萬5000噸
- 登場電影：《哥吉拉×機械哥吉拉》、《哥吉拉×摩斯拉×機械哥吉拉 東京SOS》

外形與千禧哥斯拉類似，但使用熱線為銀藍色。首次對戰機械哥吉拉雖暫時撤退，實際上哥吉拉把其當作同類與對方產生共鳴，恢復其1954哥吉拉自我意識造成暴走，終戰因機械哥吉拉能源耗盡，損失右手且已無戰鬥能力，但也重創哥吉拉終止其繼續登陸破壞日本。
二次與機械哥吉拉（三式機龍）交戰時，已被摩斯拉成蟲消耗體力，擊殺摩斯拉成蟲以及再度癱瘓機械哥吉拉時，被摩斯拉留下的雙子幼蟲干擾牽制，人類最後再度啟動機械哥吉拉以右手電鑽將哥吉拉傷至失去戰鬥意志，被雙子幼蟲以毒絲捆包，與機械哥吉拉共同沉於日本海溝。
哥吉拉（第十一代）/終焉哥斯拉
- 身長：100公尺
- 體重：5萬5千噸
- 登場電影：《哥吉拉最後戰役》                                                                                                                                                             :体型巨大而较为灵活。最初因为地震而被人类趁机封入冰雪之下。後來因X星人使用壓倒性的科學力量以及控制地球上所有具M鹼基的怪獸進行侵略，人類迫不得已將地球最強兵器哥吉拉喚醒（劇中不具M鹼基的怪獸僅有哥吉拉，迷你拉以及摩斯拉）。甦醒的哥吉拉以壓倒性的優勢，擊倒甚至殲滅了许多怪兽。

最后以壓倒性的一發「超螺旋熱線」擊毀怪獸X搭乘的隕石，与怪兽X展开势均力敌的战斗，但却不敌怪兽X变身而成的凯撒基多拉。最后吸收了尾崎藉轟天號发射出来的能量波以后恢復體力，将凯撒基多拉击败並以必殺技「紅蓮G閃光熱線」扔出大氣層並炸毁。在准备與轟天浩再戰时被迷你拉阻止，与迷你拉一起返回大海。熱線顏色還有綠色、藍色。

### 怪獸宇宙系列
哥吉拉 (第十二代)/傳奇哥斯拉
- 身高：約108公尺（355ft），2019年增高為119.8公尺（393ft）
- 尾巴長度：約168公尺（550ft 4in），2019年增長為約220公尺
- 背鰭：約89片
- 手掌：約11公尺（34ft 4in）
- 吼聲：可傳達至8千公尺（約4.8mile）
- 體重：若灌滿水為9萬噸，2019增長到9萬9634噸
- 登场电影：《哥吉拉》《哥吉拉 II 怪獸之王》《哥吉拉大戰金剛》《哥吉拉與金剛：新帝國》《哥吉拉與金剛：超新星》

兩億五千萬年前的二疊紀在地球上誕生的史前巨獸，身為自然平衡者的角色，在1950年代中曾被人類多次使用大規模的氫彈爆炸攻擊後於1954年潛伏在海底沉眠。直到60年后为了消滅同樣是兩億五千萬年前的天敵史穆透而醒来。在夏威夷機場與雄穆透短暫交手，其後與雌穆透等怪獸在美國舊金山最後交戰。後來用尾巴將雄穆透拍死，用原子吐息射入雌穆透體内將其灌死後便重新回歸大海。吐息的顏色為天藍色，但因穆透體內的EMP器官能夠抑制哥吉拉體內的放射能原子爐、使原子吐息極大削弱而呈現火焰狀。
- 《哥吉拉 II 怪獸之王》

在舊金山事件的五年後，哥吉拉察覺被冰封在南極的王者基多拉被將甦醒，哥吉拉前往與之對抗，先後在南極、墨西哥海域以及美國波士頓與基多拉戰鬥，先後瀕死又復活兩次，在海中與王者基多拉對戰，被政府軍發射的水中氧氣破壞劑飛彈的爆炸波及而重傷，潛入深海的巢穴中吸收地球輻射慢慢療傷，透過芹澤博士犧牲自我的方式引爆核彈頭給予哥吉拉核能而得到強化；另一次則是被王者基多拉抓到平流層重摔地面，同時也因芹澤博士所給予的核彈能量過載導致身體無法承受而瀕臨核爆，在吸收了摩斯拉死後所給予的能量粒子之後，哥吉拉傷癒起身化為燃燒紅蓮狀態，並將體內超幅度的核能量，以類似日版「體內放射」技能的燃燒核能衝擊波反殺王者基多拉。受其他遠古巨獸崇仰成為真正的怪獸之王。
吐息顏色同為天藍色，但卻因為沒有了穆透的抑制而能夠發揮全部威力、從2014年的火焰狀變為類似日版的光線狀。另外，在紅蓮狀態下的燃燒核能衝擊波，其造型為摩斯拉的雙翅，釋放時亦會伴隨摩斯拉的鳴叫聲，導演曾表示此為哥吉拉體內能量過多，需藉由摩斯拉協助的情況下才能釋放的特殊招式。

### 令和系列
哥吉拉/真哥吉拉
- 身高：118.5公尺（約388ft）
- 體重：9.2萬噸
- 登場電影：《正宗哥吉拉》

在攝取大量核廢料，經過不斷變異下而誕生的完美生命體，只要吸收水與空氣即可轉化為自身所需的核能。急遽進化成四種型態：水生型( 第一形態)、皺鰓兩棲型(第二型態)、直立型(第三型態)、完全型(第四型態及覺醒第四型態)分裂型（第五型）。
最初以皺鰓兩棲型登陸於日本東京，在城市裡大肆破壞後進化成直立型，因需降低體溫而潛回海中。之後以最終型再度登陸東京，受到日本自衛隊猛攻依舊持續前進。前來協助的美國派出B2轟炸機，投下「碉堡剋星」炸彈成功造成傷害，不料哥吉拉從嘴部和背鰭發射放射線流摧毀了美軍轟炸機，將東京的其中三區化為火海。耗盡自身能源後，便進入休眠狀態十五天。
休眠期間成為生物雷達，能夠將接近的飛行物機擊落下來。醒來後因大量凝血劑間續注入而凝結成雕像，由於本體無法受到破壞，只能與人類共存。尾部似乎又開始進化，疑似分裂生殖。
熱線顏色為紫色，中間主要顏色為白色，屬於一種壓縮粒子火焰的形式，此外也會噴射超高熱放射性粒子帶焰。
哥吉拉/負一哥吉拉
- 身高：15公尺（變異前）→50.1公尺（變異後）
- 體重：約2萬噸
- 登場電影：《哥吉拉-1.0》

原為棲息在大戶島及周邊海域的恐龍型巨獸，在1945年二戰結束前夕登陸大戶島並幾乎將島上的日本駐軍趕盡殺絕。隔年因受到美軍在比基尼環礁的核彈試爆行動波及而變異成高50公尺的哥吉拉，因此一事件而將人類認定為其非自願變異的罪魁禍首，對人類展開報復。長期棲息於海中，出現的前兆是海面上漂浮因受到驚嚇而快速衝上淺海受減壓傷而死的魚群屍體。
與初代哥吉拉一樣從東京灣上陸，在銀座發動攻勢造成大規模傷亡之後返回海中休息，死亡方式如同2001年的哥吉拉，在被攻破內部後被自身外溢的原子能摧毀。
熱線形式為高熱射線狀原子火焰，充能時會將背鰭從尾部至頭部一一豎起，發射前再縮回，熱線擊中之處會升起與核彈爆炸相仿的蕈狀雲。熱線充能方式乃參考內爆式核彈引爆之過程。與歷代哥吉拉不同的是熱線發射後，由於需要時間治癒體內之燒灼傷害，該技能不能短時間內重複使用。射線的殘餘與哥吉拉本身血肉的碎片仍有餘威，可影響人體健康。
具有快速再生的超強自癒力，不僅能承受機槍子彈及戰車砲彈之轟炸，也能在被水雷炸毀半張臉後迅速長回血肉連同骨骼，但會在表面留下淺色的傷疤。甚至能在全身因原子能反噬而崩解時，僅靠一塊殘肉迅速再生回整體，但不知最後一次再生的型態為何。
表皮堅硬看似刀槍不入，唯有內部構造是其弱點，同時無法承受從海底快速上升之減壓傷害，此舉可造成其無法順利發射其熱線攻擊。

### 動畫版本
哥吉拉地球/行星哥吉拉/惑星哥吉拉/虛淵哥吉拉（第十四代）
- 身高：50米（兩萬年前）/312公尺（兩萬年後）
- 體重：一萬噸（兩萬年前）/十萬噸以上（兩萬年後）
- 登場電影：《GODZILLA》

為目前歷代最龐大的哥吉拉，也被廣泛認為是純物理系哥斯拉中實力的最强者。與歷代設定有頗大差異，據稱是從植物進化而來的究極生物，外表上和樹木有不少相似特徵(如此設計是因爲樹是世界上最大且廣汎分佈的有機體，生存條件簡單且可生存千年之久）。沒有骨骼，由金屬般堅硬的肌肉支撐全身。細胞擁有磁鐵性質，身體猶如一個巨大的發電機並以此做到以下事項：生成非對稱透過性防護罩（內部可出而外部不可進），面對任何攻擊幾乎都可毫髮無損；蓄積電磁力後從鼻尖前端發射的高速帶電粒子流“荷電粒子砲”（劇中通常被叫做“熱線”），射程覆蓋太陽系並對大部分被命中的目標都是一擊摧毀；透過破壞體內電磁波穩定來操縱周圍分子發熱，來達至類似“紅蓮”的超高熱狀態；甩尾時透過釋放電磁釋出超大範圍的扇形衝擊波。此外，也可以從喉嚨釋放超振動波作爲遠程攻擊手段之一，雖然威力及不上熱線但已經足以應付大部份的敵人。
本作主要怪獸，在人類與怪獸爭奪地球主宰的時代橫空出世，無懈可擊的實力完全顛覆人類對怪獸的認知，擁有“破壞的化身”、“啓示錄之獸”等等之稱謂。無條件地摧毀一切事物，無論人類還是怪獸都毫無還手之力，被其燃燒殆盡。即使後來人類與外星高科技種族“艾克西夫”及“畢魯薩魯多”聯手，也依舊無法與其匹敵（被投放了足以讓地球環境失常的核彈量轟炸依舊無損，美國總統聞訊崩潰自殺、被人類設計困在喜馬拉雅山脈斷層後用熱線融穿地脈脫離、凝聚畢魯薩魯多智慧的機械哥斯拉還沒啓動，在地下200米的建造設施便被哥斯拉以熱綫連根拔起摧毀，等等）。聯軍使盡所有手段和資源後，只能讓寥寥數千人逃出地球，往外太空尋找移居的殖民星球，剩下的人類留在地球做絕望的抗爭。
之後，哥斯拉肅清了包括人類和怪獸在内的所有反抗勢力，成為了地球的支配者。在之後的兩萬年裏，地球上的一切都只隨著它的存在而演化，達到“逆生態環境發展”，只有順應哥斯拉的生物才能存在。其姿態被設計者描述爲“在其建造的獨特環境中央屹立不倒的世界之樹”。
最終哥吉拉 /SP·哥吉拉/奇異點哥吉拉/哥吉拉/古史羅（第十五代）
- 身長：50m
- 體重：2萬噸
- 登場影集：《哥吉拉SP 》

設定最玄幻，實力最至高無上的哥斯拉。它的本體沉睡在時間的起點和終點，並夢生多元宇宙。它無視於一切概念維度空間法則，釋放出的原子束也沒有任何物質可以抵擋，可以割斷因果律、切斷時空。它以濕婆為媒介，從高維度向低維度釋放出分身投影，在劇中出場的哥斯拉便只是一個投影。投影可以引發破局，破局將瞬間毀滅一個宇宙。奇點哥斯拉的失敗只是一時，它的勝利是永遠的。它會無限重複失敗的戰鬥，直到勝利，全滅所有的宇宙。
劇中的投影有多重階段，終極型時的外觀是初代哥吉拉的延伸，恐龍般的前瞻骨架顯得格外突出，具有多重牙齒、一對特別突出的獠牙(犬齒)與暴露神經的背棘，還能依靠散發高熱不斷變換型態，雙腿十分粗壯，皮膚褶皺似盔甲，白色的背鰭斜向上延伸，長有類似鱷魚和海龜的鰭狀突起。原子吐息為使用帶有光之圓圈型結界固定的噴射熱線，一瞬間將東京化為火海，利用製造紅塵的能力在東京製造了一個獨立的生態圈，擁有足以承受自衛隊猛烈攻擊卻仍毫髮無傷的強韌外皮。雖是最終型態，但依本身的特殊情況還能夠再度進化，是個謎一般的恐龍型怪獸，在圖片『古史羅之圖』中對應『古史羅』，疑似劇中天災-紅塵的製造者，來自其他高次元的怪獸。
與舊嗣野地區管理局地下室的巨型恐龍骨架關係未知，但確定是同一種族的生物，但得要應適應外界進化成三種型態以對應四種東寶怪獸（即泰坦龍海生型態、巴朗兩棲型態、哥羅龍陸生型態、哥吉拉最終型態），而這些怪獸剛好對應恐龍這一主題。

## 登場

### 系列電影外的登場

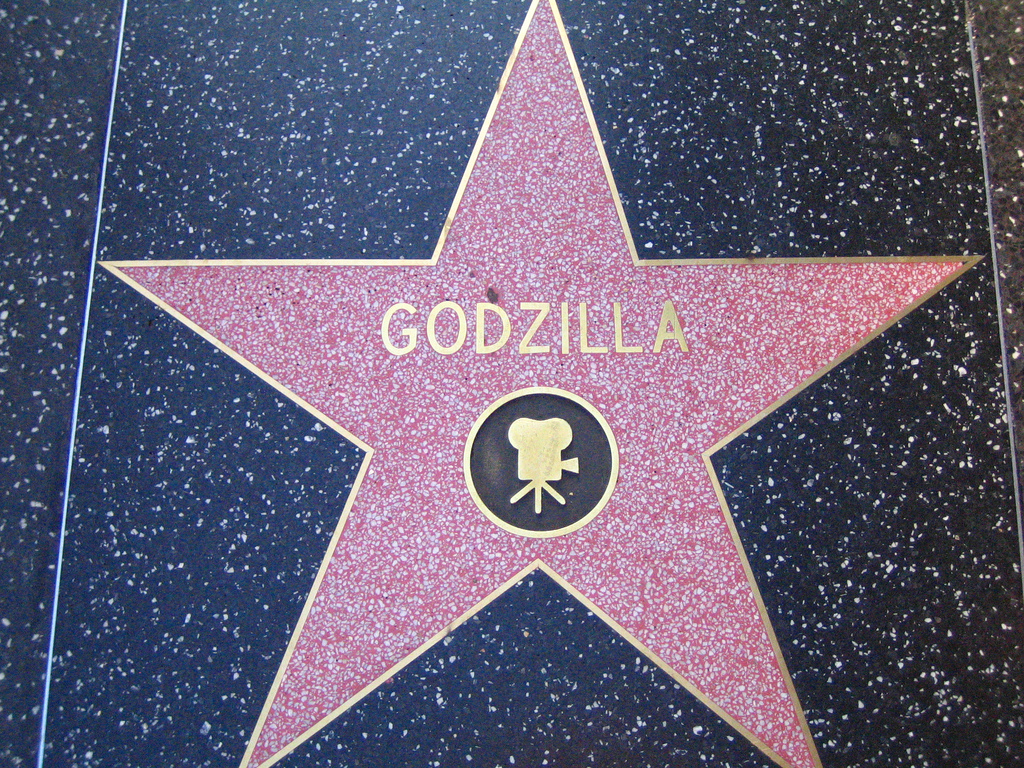
哥斯拉在 好萊塢星光大道的獎章

由於在日本（甚至世界）的高知名度，哥斯拉在許多非系列電影以外的影視作品中，有著許多商業或趣味考量的登場記錄，在日本有名的日文國語辭典《廣辭苑》中，哥吉拉是唯一被列入辭典中的怪獸角色。
2004年11月29日，哥斯拉入選好萊塢名人堂。並在好萊塢星光大道擁有屬於自己的獎章，為繼米老鼠和唐老鴨後，第三位入選名人堂的虛構角色。不僅是作為怪獸，也是第一個入選好萊塢的日本電影角色。
2016年，哥吉拉曾獲得第29屆東京國際影展的ARIGATŌ賞。2018年，NASA與費米伽瑪射線太空望遠鏡研究小組公布21個新伽瑪射線星座，其中一個為「哥斯拉座」。此外在2015年4月，東京都新宿區任命哥斯拉為特別居民和官方旅遊大使，以鼓勵在地旅遊業的發展，並在位於新宿的新宿東寶大廈揭幕巨大的哥斯拉半身像。

### 東寶公司出品影視中的登場

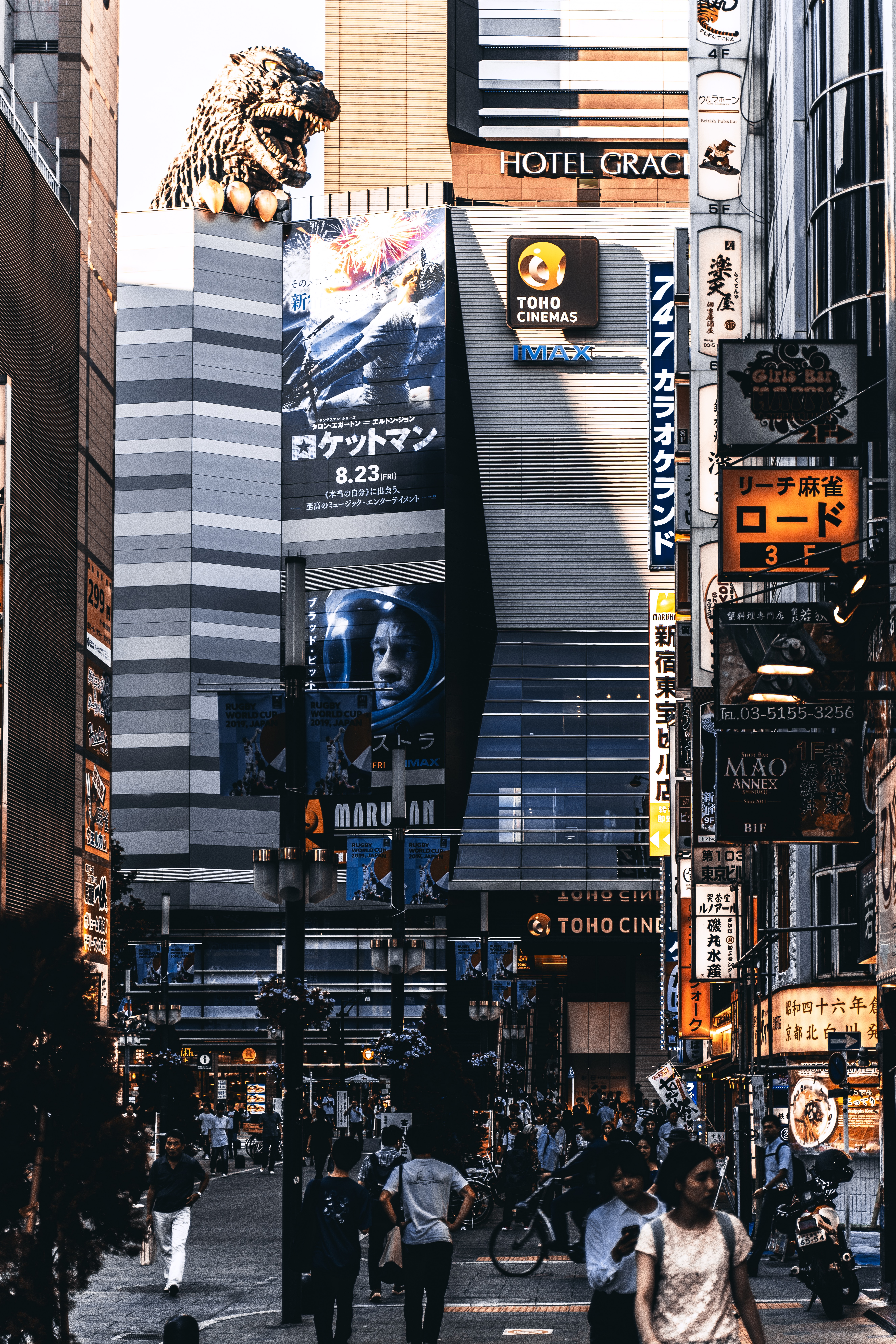
位於新宿的新宿東寶大廈，左上角為哥斯拉半身像。

哥斯拉系列電影的製作者東寶公司，曾讓哥斯拉在該公司1973年拍攝的巨大英雄影集《流星超人ZONE》（流星人間ゾーン ）中，以正義怪獸的身分登場，並協助主角流星超人對抗同樣出現在哥斯拉電影中的蓋剛、王者基多拉等怪獸。在全劇26集的內容中哥斯拉總計登場五集，片中所使用的哥斯拉戲服為該年系列電影《哥斯拉對梅佳洛》中的款式。
1997年10月到1998年9月間，東寶製做了一套每集五分鐘，共256集的帶狀迷你影集「哥吉拉島（ゴジラアイランド ）」，故事以虛構未來世界中居住於保育地海島的哥斯拉與怪獸保育機構「Gガード」一同對抗宇宙惡徒為主，本片中的怪獸登場與對戰場景大量的使用市售玩具搭配電腦合成畫面拍攝，為一主要特徵，雖然因此遭到了「露骨的玩具廣告」的批評，但也意外的讓東寶歷年所創造的特攝怪獸與英雄，在本作中幾乎都有登場與同台的夢幻演出。
同樣由東寶製作，2007年上映的電影《永遠的三丁目的夕陽2》的開場，由電腦動畫製作的哥吉拉也驚鴻一瞥地出現在主角茶川的幻想中，大肆破壞了與它初登銀幕年代相當的東京。

### 與超人力霸王的夢幻對決
在圓谷製作於1966年製作的特攝影集《超人力霸王》第10話《謎之恐龍基地》（謎の恐竜基地）中，初代超人力霸王的當集對戰怪獸「襟巻恐龍吉拉斯」（えりまき恐竜ジラース），其實是用庫存的哥吉拉戲服改裝的，除了頭部皮膚的顏色與頸部的大襟卷之外，這隻怪獸的外形與設定數據與哥吉拉完全相同（甚至連必殺技都是完全相同的放射熱線），更加刻意且趣味的是，超人力霸王在片中的打鬥高潮中甚至將吉拉斯的襟卷「扯」了下來。因此，該集超人力霸王上演了短暫的、有實無名的特攝英雄跨作品夢幻對決。
本影集中登場的哥吉拉是由兩部不同的哥吉拉電影中所用的戲服組合而成，圓谷英二素留有許多將過去電影使用道具再利用的逸事。

### 好萊塢的戲謔與致敬
除了1997年與傳奇怪獸宇宙的正式授權電影外，美國電影偶爾會在電影中開玩笑或致敬式的讓哥斯拉以某種形式出現：
1. 1994年由尚-克勞德.范達美主演的電玩改編電影《快打旋風》，在一幕日本相撲本田大戰俄國摔角手桑基爾夫的場景中，兩人打鬥的場景佈置了微縮建築模型和播放哥吉拉電影的超大電視牆，以表現兩名鬥士如同哥吉拉般的重量級程度。
2. 《侏罗纪公园：失落的世界》的片尾，當被補獲的暴龍逃出監禁大鬧街頭時，劇本刻意安排了幾個日本人邊逃命邊驚慌喊叫。據悉，那些日本人是在對暴龍大喊：「我離開日本了！別來抓我！」（I left Japan! Get away from me!）
3. 2004年的科幻電影《天空上尉與明日世界（英语：Sky Captain and the World of Tomorrow）》中，在反派的機器人軍團閃電襲擊紐約後，導演安排了一幕世界各國大報頭條的快速交替說明機器人的侵略擴及全球。其中一閃而過的日文報紙，赫然出現了「哥吉拉與巨人機兵交戰」的標題，並在下方放了一大張哥吉拉站在富士山山腳下的黑白照片。
4. 提姆·波頓的電影《星戰毀滅者》中，哥吉拉在火星人的電視出現，該片段係電影「哥吉拉vs.碧奧蘭蒂」（1989）中哥吉拉攻擊大阪的畫面。
5. 《王牌大贱谍3》中，麥克·邁爾斯駕車撞上一個類似哥吉拉模型，片中故意安排操日本口音之亞裔演員岡政偉說「看起來很像哥吉拉，但是他並不是」。以雙關語諷刺好萊塢版的「酷斯拉」（1998）與日本原版的哥吉拉完全不符並失去原著精神以及影視文化常見的影射致敬行為。
6. 《蜘蛛人：驚奇再起》中，關的父親喬治．史戴希（丹尼斯．萊瑞飾）曾對彼得說「我看起來像是東京市長嗎？」，便是用哥吉拉常大鬧日本來借指彼得跟他說的大蜥蜴大鬧紐約。
7. 在電影《世界末日》中，一名胖黑人在路邊擺攤賣哥吉拉玩偶，一隻小狗還跑來咬它們，胖黑人於是跟狗飼主起爭執，緊接著第一批隕石來襲。
8. 電影《ID4》中，主角小孩在避難所玩基多拉跟疑似哥吉拉的黑色怪獸玩具。
9. 电影《醉後大丈夫》中，Allen对被从汽车后备箱中放出的亚裔角色Mr.Chow说「我和你是一个阵营的！我也恨哥斯拉，它毁灭城市！」。

### 動畫系列
東寶有推出兩套以Q版造型的哥斯拉短篇動畫，由於定位兒童向刪去核能問題，牠們都只可噴火。
第一套系列是1994年至1996年的幼兒教育OVA錄影帶「Godzilland (ゴジランド)」(注意不要上述的ゴジラアイランド混淆)，主要教授數數、加法、減法與平假名。摩斯拉在這動畫扮演保姆的角色，除了經典怪獸外，在加法與減法兩章更加入原創雌性怪獸「歌芝蓮（ゴジリン）」，是一隻膚色粉紅色、心型背鰭的小可愛。
第二套系列是在2020年Youtube官方頻道上傳的「我回來了！小哥斯拉 (ただいま！ちびゴジラ)」Flash卡通泡面番，小哥斯拉猶如寵物怪獸待在家中，主要圍繞牠與上班族主人「Satomi（さとみ）」的日常趣事。美國曾先後製作過兩部冠以「Godzilla」之名的電視動畫。美國1978年曾推推出一部26集的美式動畫「Godzilla」，故事風格為哥吉拉（酷斯拉）在扮演友善、正義的怪獸，在協助探險家四處探險的同時對抗各路原創反派怪獸的單元劇。本片哥吉拉的設定與日本原版存有差異：身高400英呎、重600噸、膚色綠色、口中所吐的為單純的火燄，並且未延用日本原版的叫聲。此外，片中還原創了一隻長有飛鼠飛膜，名為「哥蘇奇（Godzooky）」的小型怪獸作為哥吉拉的搭檔與甘草人物。
1999年至2000年，福斯電視網也製作、撥出了以1998年美國版酷斯拉電影為基礎的動畫系列「Godzilla: The Series」，故事延續暸電影版的結尾，新的酷斯拉從殘存未摧毀的蛋中孵化，但卻因為卵生動物常見的認母本能將電影的主角尼克博士視為父母，因而展開保護新酷斯拉的尼克與軍方衝突、酷斯拉也與各方陸續出現的巨大生物不斷展開戰鬥的故事。動畫系列共2季40集，酷斯拉的造型大體與美國電影版相同，但增加了類似日本的哥吉拉口吐熱線的攻擊方式（美國電影中酷斯拉取消了口吐熱線的設定，被一致認為是電影最大的敗筆之一）。

### 其他形式的登場
20世紀90年代初的NIKE球鞋廣告中，哥斯拉曾與NBA球星「惡漢」巴克利進行了一場身高50公尺級的街頭鬥牛。日本已故知名諧星志村健的早期搞笑節目中，也偶爾會在一些荒誕的橋段中出現哥斯拉（比如流氓找到手持木刀、穿不良少年裝的哥斯拉擔任打手）。2007年動畫電影《茉莉人生》，當中間接提及哥斯拉曾經在伊朗上映，雖然片中瑪贊的婆婆對該片極度不滿。
由於東寶在70年代中期曾美國漫威漫畫公司進行跨國合作，因此漫威在1977至1979年推出了獲得授權的美版哥吉拉漫畫《Godzilla, King of the Monsters》，共24集。漫畫以侵襲美國的哥吉拉與漫威旗下的超級英雄與罪犯們展開的戰鬥為最大賣點，系列漫畫並創造了巨大的武士造型機器人Red Ronin、類人猿型的怪獸Yetrigar等原創性質的角色與哥吉拉對戰。
此外，日本的影視與漫畫中，也常會有影射哥吉拉的怪獸或怪獸電影出現，如推理漫畫《名偵探柯南》中，就常提及以哥吉拉爲原型的怪獸電影《怪獸哥梅拉》（怪獣ゴメラ）系列，其漫畫第13卷封面上《怪獸哥梅拉的悲劇》（怪獣ゴメラの悲劇）的海報也類似《哥吉拉vs戴斯特洛伊亞》中的一場方面。漫畫家鳥山明的成名作《怪博士與機器娃娃》裡，三頭身滑稽造型的哥吉拉與系列電影怪獸也時常以背景、路人或主角阿拉蕾、加拉的朋友方式出現；但由於版權因素，這些畫面在日後發行的完全版單行本中修剪了一部份。
2005年的動畫電影《蠟筆小新：風起雲湧！不理不理3分鐘大進攻》裡，未來人附身的玩具光屁屁恐龍，曾屢次出現在蠟筆小新的各個長短篇的玩具中(曝光程度僅次於動感超人與康打姆機器人)，外型明顯效仿哥吉拉並將尾巴改成光屁股。
2019年的動畫電影《劇場版新幹線戰士：來自未來的神速ALFA-Xㄒ裡，一隻全身被冰雪包覆、高度118.5公尺、造型類似哥吉拉的巨大怪物體出現在北海道，被命名為「雪之哥吉拉」（ユキノゴジラ）。熱線顏色為黃色、藍色。另外，海洋守護者協會的其中一艘反捕鯨船潛艇MV Brigitte Bardot，是以哥斯拉的英文名Godzilla命名為Gojira---哥斯拉號。在2019年的電影《城市獵人劇場版－新宿PRIVATE EYES》開場的一場汽車追逐戰中，曾出現了新宿的新宿東寶大廈上的哥吉拉半身像。

### 外號「哥斯拉」的名人
日本籍職棒球員松井秀喜，於日本職棒時期就有了「哥斯拉」的外號。另一個外號有「哥斯拉」的日本職棒球員，則是廣島錦鯉隊的「紅哥斯拉」島重宣（球衣的背號55，與當初松井秀喜於日本讀賣巨人隊時使用的背號相同）。
此外值得一提的是，松井秀喜也曾於哥斯拉電影的系列作品「哥吉拉×機械哥吉拉」（ゴジラ×メカゴジラ ）片中於兩段畫面客串出場，飾演自己。